# World Athletics Relays 2024
De World Athletics Relays 2024 was de zesde editie van dit atletiekevenement voor estafette onderdelen dat door de overkoepelende wereldbond World Athletics (voorheen IAAF) werd georganiseerd in het Thomas Robinsonstadion in Nassau, Bahama's op 4 en 5 mei 2024.

## Organisatie
In november 2022 werd Nassau op de Bahama's aangewezen als gastheer voor dit evement en won het van Lausanne in Zwitserland.

## Wedstrijdrooster
| 18:00 | 4×400 m gemengd | Kwalificatie |
| 18:45 | 4×100 m vrouwen | Kwalificatie |
| 19:20 | 4×100 m mannen  | Kwalificatie |
| 19:55 | 4×400 m vrouwen | Kwalificatie |
| 21:08 | 4×100 m mannen  | Kwalificatie |

| 18:00 | 4×400 m gemengd | Herkansingsronde |
| 18:35 | 4×100 m vrouwen | Herkansingsronde |
| 19:00 | 4×100 m mannen  | Herkansingsronde |
| 19:25 | 4×200 m vrouwen | Herkansingsronde |
| 19:55 | 4×200 m mannen  | Herkansingsronde |
| 20:25 | 4×400 m gemengd | Finale           |
| 20:25 | 4×100 m vrouwen | Finale           |
| 20:45 | 4×100 m mannen  | Finale           |
| 20:55 | 4×400 m vrouwen | Finale           |
| 21:05 | 4×400 m mannen  | Finale           |

## Kwalificatie
Bij de World Athletics Relays 2024 mogen er per onderdeel 32 verschillende teams meedoen bestaande uit vier lopers. Deze vier lopers mogen niet gewisseld worden en hiermee worden de kwalificatie en finale gelopen en eventueel de herkansingsronde mits de finale niet behaald wordt.

## Olympische kwalificatie[2][3]
Deze World Relays 2024 zullen dienen als kwalificatie-evenement voor de Olympische Zomerspelen van 2024 vanuit hun respectievelijke NOC's, bestaande uit de volgende: 
- 14: top veertien teams van elk evenement worden op basis van hun resultaten behaald op de World Athletics Relays 2024 in Nassau, Bahama's.

Bij de World Athletics Relays 2024 zijn 32 nationale teams betrokken bij ieder estafette-evenement, en 20 races op beide competitiedagen.
Dag 1; waarop 40 teams zich kwalificeren voor de Olympische Zomerspelen, zullen er 20 heats zijn verdeeld over de vijf Olympische evenementen (iedere 4 heats voor 4 × 100, 4 × 400, mannen, vrouwen en gemengd): de twee beste teams van elk heat kwalificeert zich rechtstreeks voor de Olympische spelen in Parijs.
Dag 2; zullen nog eens 30 nationale teams zich kwalificeren voor de Spelen, via 15 herkansingen (de eerste 2 bij elke herkansing kwalificeren zich zo) en vijf finales, verdeeld over die vijf evenementen.

## Medaillewinnaars
Legenda
WR = Wereldrecord   CR = Kampioenschapsrecord   AR = Werelddeelrecord   NR = Nationaal record WJR = Wereld jeugdrecord   WL = Beste jaarprestatie   PB = Persoonlijk record   SB = Beste seizoensprestatie
| Onderdeel        | Goud                                                                               | Goud       | Zilver                                                                                    | Zilver     | Brons                                                                   | Brons      |
| ---------------- | ---------------------------------------------------------------------------------- | ---------- | ----------------------------------------------------------------------------------------- | ---------- | ----------------------------------------------------------------------- | ---------- |
| 4 × 100m mannen  | Verenigde Staten Courtney Lindsey Kenneth Bednarek Kyree King Noah Lyles           | 37,40 WL   | Canada Brendon Rodney Andre De Grasse Aaron Brown Jerome Blake                            | 37,89 SB   | Frankrijk Méba-Mickaël Zeze Jeff Erius Pablo Matéo Aymeric Priam        | 38,44      |
| 4 × 100m vrouwen | Verenigde Staten Tamari Davis Gabrielle Thomas Celera Barnes Melissa Jefferson     | 41,85      | Frankrijk Chloé Galet Gémima Joseph Helene Parisot Mallory Leconte                        | 42,75      | Verenigd Koninkrijk Alyson Bell Amy Hunt Bianca Williams Aleeya Sibbons | 42,80      |
| 4 × 400m mannen  | Botswana Busang Kebinatshipi Letsile Tebogo Leungo Scotch Bayapo Ndori             | 2.59,11 WL | Zuid-Afrika Gardeo Isaacs Zakithi Nene Antonie Matthys Nortje Lythe Pillay                | 3.00,75    | België Dylan Borlée Robin Vanderbemden Alexander Doom Jonathan Sacoor   | 3.01,16    |
| 4 × 400m vrouwen | Verenigde Staten Quanera Hayes Gabrielle Thomas Bailey Lear Alexis Holmes          | 3.21,70 WL | Polen Marika Popowicz-Drapała Iga Baumgart-Witan Justyna Święty-Ersetic Natalia Kaczmarek | 3.24,71    | Canada Zoe Sherar Aiyanna Stiverne Alyssa Marsh Kyra Constantine        | 3.25,17 SB |
| 4 × 400m gemengd | Verenigde Staten Matthew Boling Lynna Irby-Jackson Willington Wright Kendall Ellis | 3.10,73 CR | Nederland Isayah Boers Lieke Klaver Isaya Klein Ikkink Femke Bol                          | 3.11,45 SB | Ierland Cillin Greene Rhasidat Adeleke Thomas Barr Sharlene Mawdsley    | 3.11,53 NR |

## Medaillespiegel
| Rang               | Land                | Goud | Zilver | Brons | Totaal |
| ------------------ | ------------------- | ---- | ------ | ----- | ------ |
| 1                  | Verenigde Staten    | 4    | 0      | 0     | 4      |
| 2                  | Botswana            | 1    | 0      | 0     | 1      |
| 3                  | Canada              | 0    | 1      | 1     | 2      |
| 3                  | Frankrijk           | 0    | 1      | 1     | 2      |
| 5                  | Nederland           | 0    | 1      | 0     | 1      |
| 5                  | Polen               | 0    | 1      | 0     | 1      |
| 5                  | Zuid-Afrika         | 0    | 1      | 0     | 1      |
| 8                  | België              | 0    | 0      | 1     | 1      |
| 8                  | Verenigd Koninkrijk | 0    | 0      | 1     | 1      |
| 8                  | Ierland             | 0    | 0      | 1     | 1      |
| Totaal (10 landen) | Totaal (10 landen)  | 5    | 5      | 5     | 15     |

## Landenklassement
De landenploegen verdienen punten in de finale; de winnende ploeg krijgt 8 punten, de tweede ploeg 7 punten, de derde ploeg 6 punten enzv. en voor de laatste ploeg rest er 1 punt. Bij een diskwalificatie of niet gefinished worden er geen punten gepakt. Hieronder in de tabel staat dat vermeldt met het punten aantal tussen haakjes wat het desbetreffende land zou hebben gewonnen.
| Rang               | Land                   | Punten | 4×100 m | 4×100 v | 4×400 m | 4×400 v | 4×400 g |
| ------------------ | ---------------------- | ------ | ------- | ------- | ------- | ------- | ------- |
| 1                  | Verenigde Staten       | 32     | 8       | 8       |         | 8       | 8       |
| 2                  | Verenigd Koninkrijk    | 18     | 4       | 6       | 3       | 5       |         |
| 3                  | Frankrijk              | 17     | 6       | 7       |         | 1       | 3       |
| 4                  | Canada                 | 15     | 7       | 2       |         | 6       |         |
| 5                  | Nederland              | 11     |         | 3       |         |         | 7       |
| 6                  | Japan                  | 10     | 5       |         | 5       |         |         |
| 7                  | Botswana               | 8      |         |         | 8       |         |         |
| 7                  | Ierland                | 8      |         |         |         | 2       | 6       |
| 9                  | Duitsland              | 7      |         | 5       | 2       |         |         |
| 9                  | Polen                  | 7      |         | DNF (1) |         | 7       | DNF (1) |
| 9                  | Zuid-Afrika            | 7      |         |         | 7       |         |         |
| 9                  | Italië                 | 7      | DQ (1)  |         | 4       | 3       |         |
| 13                 | België                 | 6      |         |         | 6       |         | DQ (2)  |
| 13                 | Nigeria                | 6      |         |         | 1       |         | 5       |
| 15                 | Australië              | 4      |         | 4       |         |         |         |
| 15                 | Dominicaanse Republiek | 4      |         |         |         |         | 4       |
| 15                 | Noorwegen              | 4      |         |         | 4       |         |         |
| 18                 | China                  | 3      | 3       |         |         |         |         |
| 19                 | Jamaica                | 2      | 2       |         |         |         |         |
| Totaal (19 landen) | Totaal (19 landen)     | 180    | 36      | 36      | 36      | 36      | 36      |

## Deelnemende landen
Aan deze zesde editie namen 52 landen deel.  
Nassau 2014 · Nassau 2015 · Nassau 2017 · Yokohama 2019 · Chorzów 2021 · Nassau 2024